# 賀令圖
賀令圖（948年—986年），北宋开封府陈留（今河南省开封东南）人。宋太祖孝惠贺皇后之侄。贺怀浦之子。
他年轻时谨厚，即随伴赵光义左右。赵光义即位为宋太宗，任其补供奉官，历任崇仪使、知莫州、雄州。雍熙二年（985年）为平州刺史。其父战死后，他任过团练使之职。他在边郡驻防十余年，每年入朝奏事，多言及边塞驻守的重要性，屡次奏请乘机攻取幽州、蓟州。贺令图握兵边州十余年，轻而无谋，雍熙三年（986年），太宗亲率重兵攻辽国，在岐沟关大败。议者都说斥賀令圖贪功生事。十二月，契丹将领耶律逊宁（耶律休哥）派奸谍诈称降宋，欺骗雄州刺史賀令圖。耶律休哥又在军营中散布传言，说愿意见到雄州贺使君。賀令圖猜测他要来投降，便率领部下数千骑迎接。耶律休哥率众突然出现，贺令图措手不及，为耶律休哥所俘，时年三十九。一说为耶律休哥所擒杀。

## 延伸阅读
[在维基数据编辑]
 《宋史/卷463》，出自脱脱《宋史》